# معارج
سوره معارج از نظر مفسران در مکه نازل شده و دارای ۴۴ آیه است.

## محتوای سوره
معروف در میان مفسران این است که سوره «معارج» از سوره‌های مکی است ولی بعضی از آیات آن در مدینه نازل شده‌است.
این سوره دارای چهار بخش است:
1. بخش اول از عذاب سریع برای کسی سخن می‌گوید که بعضی از گفته‌های پیامبر را انکار کرد، و گفت: اگر این سخن حق است عذابی بر من نازل شود و نازل شد (آیه ۱ تا ۳).
2. در بخش دوم بسیاری از خصوصیات قیامت و مقدمات آن و حالات کفار در آن روز آمده‌است (آیات ۴ تا ۱۸).
3. بخش سوم این سوره بیانگر قسمت‌هائی از صفات انسان‌های نیک و بد است که آن‌ها را بهشتی یا دوزخی می‌کند (آیات ۱۹ تا ۳۴).
4. بخش چهارم شامل انذارهائی است نسبت به مشرکان و منکران، و بار دیگر به مسئله رستاخیز بر می‌گردد و سوره را پایان می‌دهد.

## فضیلت خواندن سوره
در حدیثی از پیغمبر اسلام نقل شده‌است:
«کسی که سوره «سأل سائل» را بخواند خداوند ثواب کسانی را به او می‌دهد که امانات و عهد و پیمان خود را حفظ می‌کنند و کسانی که مواظب و مراقب نمازهای خویش هستند».